# 西博卡 (佛羅里達州)
西博卡（英語：Boca West）是位於美國佛羅里達州棕櫚灘縣的一個人口普查指定地區。

## 地理
西博卡的座標為26°22′32″N 80°09′24″W / 26.37556°N 80.15667°W，而該地最高點為海拔高度6米（即20英尺）。

## 人口
根據2010年美國人口普查的數據，西博卡的面積為3.00平方千米，當中陸地面積為3.00平方千米，而水域面積為0.00平方千米。當地共有人口2847人，而人口密度為每平方千米949人。